# Oběšený (Švihovská vrchovina)
Oběšený (526 m n. m.) je vrch ležící mezi městem Blovice a obcí Smederov v okresu Plzeň-jih. Se svými 526 metry se jedná o nejvyšší vrchol v bezprostřední blízkosti Blovic. Vrch používán během cvičení ČSLA jako stanoviště radiolokačních prostředků.
U silnice III. třídy III/11743, která je zároveň modrou turistickou trasou a která prochází nedaleko vrcholu, se nachází Smederovská vyhlídka. Vrch je vyhledáván i horolezci, kteří využívají až 13 metrů vysoké skalní útvary směrem od řeky Úslavy.

## Název

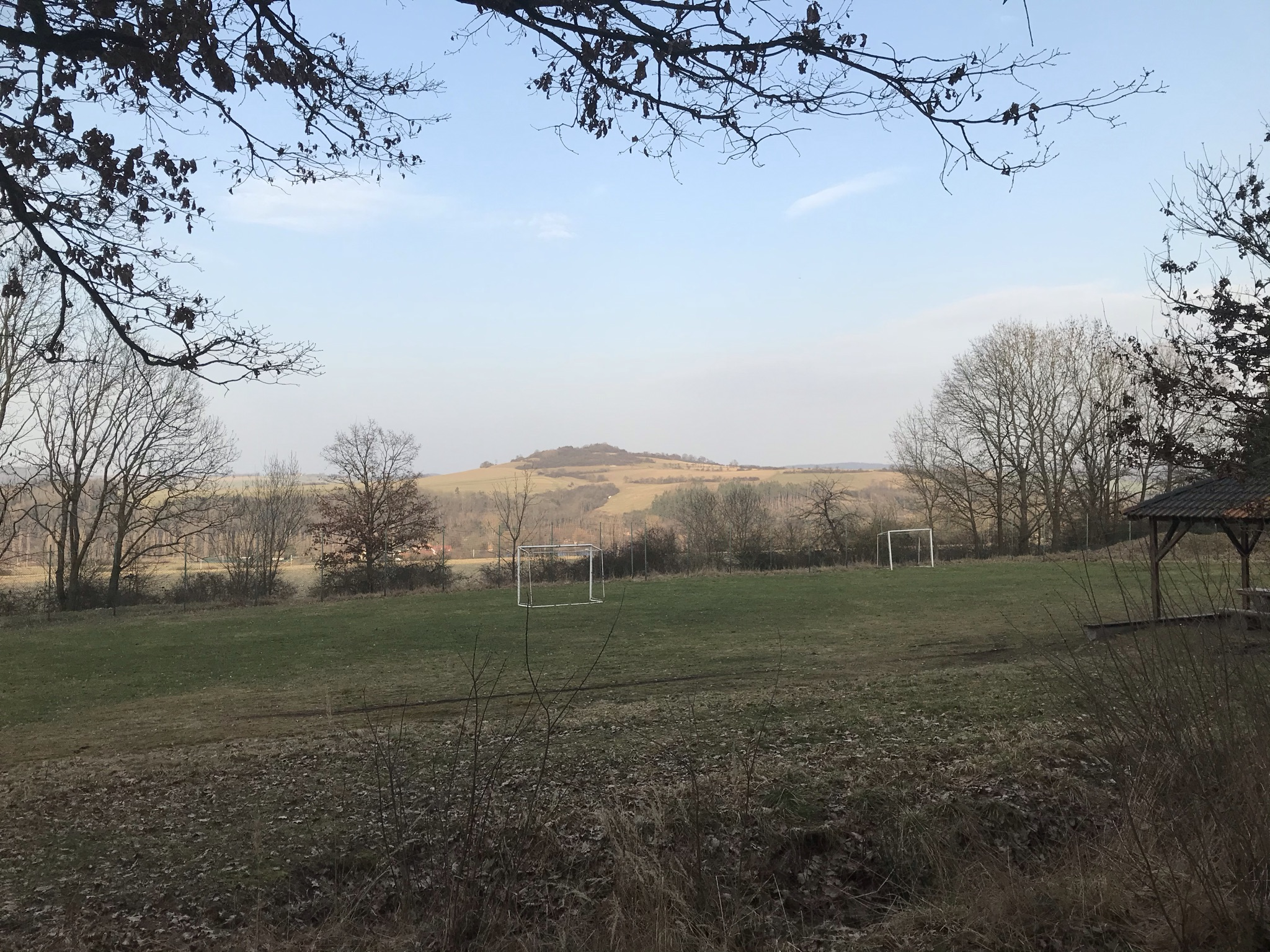
Pohled na vrch od vlčického hřiště

Vrch je pojmenován dle pověsti, kdy na hradišťském panství byl správcem jistý Jiří, kterému se líbila děvečka Marie ze Smederovského statku. Ta mu však nebyla po vůli, protože byla zamilována do sluhy Martina. Jiří zavřel Martina do místního vězení s tím, že ho pošle na vojnu do Klatov. Marie to však psychicky neunesla a na blízkém vrchu (právě vrch Oběšený) spáchala sebevraždu oběšením. Martin v noci z vězení utekl a její tělo pohřbil a začal předstírat duševní poruchu, čímž se dostal z vězení a nemusel na vojnu. Po několika letech vezl kočí Martin správce Jiřího okolo vrchu a oběma se událost připomněla. Po krátké hádce, během které se otevřely staré křivdy i skutečnost, že Martin duševní poruchu hrál, Martin udeřil správce několikrát do hlavy, čímž ztratil vědomí, a nasměroval vůz s koňmi do nedaleké propasti řeky Úslavy, přičemž z vozu sám vyskočil. Dlouho se díval na strom, na kterém se jeho milá před několika lety oběsila a potom sám skočil do propasti. A od té doby se vrch, na kterém skonali tři nešťastní lidé, nazývá Oběšený.